# Zovuni
Zovuni (en arménien Զովունի ; jusqu'en 1972 Amo) est une communauté rurale du marz de Kotayk, en Arménie. Elle compte 5496 habitants en 2011. Un peu plus d'un cinquième d'entre eux sont des Yézidis.